# Palmitato di miricile
Il palmitato di miricile  è un composto chimico. È l'estere dell'acido palmitico con alcol miricilico. Si trova in natura come componente principale (75%) della cera d'api.

## Sintesi
Il miricil palmitato può essere ottenuto facendo reagire l'acido palmitico con l'alcol miricilico.
{\displaystyle {\ce {C15H31COOH + C30H61OH -> C15H31COOC30H61 + H2O}}}